# Giardino botanico alpino Rezia
Il Giardino botanico alpino Rezia è un giardino botanico alpino di Bormio, in provincia di Sondrio, in Lombardia, ad un'altezza di 1350/1400 m s.l.m. circa. Aperto nel 1982, dal 1996 è gestito dal Consorzio del Parco nazionale dello Stelvio.
Fa parte della Rete degli orti botanici della Lombardia, dell'Associazione internazionale giardini botanici alpini e del Gruppo di lavoro per gli orti botanici e i giardini storici.